# 窪川英水
窪川 英水（くぼかわ ひでお、1931年7月26日 - ）は、日本のフランス語学者、東京都立大学 (1949-2011)名誉教授。
東京生まれ。1956年東京外国語大学フランス語科卒、1964年東京都立大学大学院博士課程満期退学。駒澤大学文学部助教授、東京都立大学 (1949-2011)助教授、教授。95年定年退官、名誉教授。

## 著書
- 『初級フランス語講座』駿河台出版社 1973
- 『フランス語動詞活用の入門 表と文例』白水社 1974
- 『総合講座フランス語』白水社 1979
- 『フランス語会話基本型100』昇龍堂出版 1979
- 『やさしくできるフランス文法』朝日出版社 1979
- 『フランス語の練習帳』朝日出版社 1981
- 『フランス語動詞活用ハンドブック』第三書房 1986
- 『英語から学ぶフランス語会話 アプリケイティブ・メソッド』創拓社 1991
- 『プレジール・デ・サンス フランス語中級文法読本』朝日出版社 1992
- 『映画にみるフランス口語表現辞典』大修館書店 1994
- 『英語から覚えるフランス語単語』創拓社 1994
- 『フランス語速修15日』創拓社 カラー図解 1994
- 『ルドンダンス』朝日出版社 1994
- 『フランス語で旅しよう!!! 単語解説付き』駿河台出版社 1997
- 『映画のなかのフランス口語1700』大修館書店 1998
- 『最新フランス語話語辞典』早美出版社 2005

### 共著
- 『すなおなフランス語入門 絵を見て学ぶ』家島光一郎共著 第三書房 1970
- 『フランス語会話 標準実用』エリザベート窪川共著 昇竜堂出版 1970
- 『海外旅行者のためのフランス語会話』窪川エリザベート共著 昇竜堂出版 1971
- 『フランス会話の入門』窪川エリザベート共著 白水社 1972
- 『フランス語1600 カドリール式』エリザベート・クボカワ共編 文林書院 197273
- 『フランス語ABCから会話まで』エリザベート窪川共著 昇竜堂出版 1973
- 『フランス会話重要表現600』エリザベート窪川共著 大修館書店 1976
- 『フランス語教室』田島宏共著 昇龍堂出版 1977
- 『見る・読む・話すフランス語』エリザベート・クボカワ共著 芸林書房 1980

### 翻訳
- ピエール・ギロー『フランスの成句』三宅徳嘉共訳 白水社 文庫クセジュ 1962、改版1987
- ジョゼ・ブリュイール『オペレッタ』大江真里共訳 白水社 文庫クセジュ 1981
- ジャン・ルノワール『ゲームの規則』新書館 1982
- マルセル・パニョル原作 クロード・ベリ/ジェラール・ブラッシュ脚色『愛と宿命の泉 仏和対訳シナリオ』編訳 白水社 1988
- フレデリック・ロベール『オペラとオペラ・コミック』白水社 文庫クセジュ 1994
- ジャック・ドゥミー『シェルブールの雨傘 仏和対訳シナリオ』白水社 1994
- アルフレッド・トマティス『モーツァルトを科学する 心とからだをいやす偉大な音楽の秘密に迫る』日本実業出版社 1994

## 論文
- <窪川英水